# Iguană marină
Iguana marină (Amblyrhynchus cristatus) cunoscută și sub numele de iguana de mare, iguana de apă sărată sau iguana marină din Galápagos, este o specie de iguană ce poate fi întâlnită numai în Insulele Galapagos, Ecuador.
Măsoară până la 1,7 m în lungime, se hrănește cu alge, pe care le caută scufundându-se în apă. Iguanele marine sunt singurele șopârle existente care trăiesc și petrec timpul în mediul marin și este capabilă să se scufunde până la o adâncime de 30 metri și să rămână sub apă până la o oră.
Aceste iguane trăiesc în principal în colonii pe țărmurile stâncoase, unde se scaldă după ce vizitează apa relativ rece sau zona intertidală, dar pot fi observate și în mlaștini, mlaștini de mangrove și pe plaje.

## Taxonomie și evoluție

### Descrierea speciei și etimologie
Iguana marină a fost descrisă pentru prima dată în anul 1825 de către Thomas Bell, sub numele de Amblyrhynchus cristatus. Bell a observat câteva dintre trăsăturile distinctive ale acestei specii, dar credea că specia provenea din Mexic, locație care în prezent se știe că este greșită.
Numele generic al speciei, Amblyrhynchus, este o combinație a două cuvinte grecești, "Ambly-" care înseamnă "contondent", și "rhynchus", care înseamnă "bot". Numele specific, "cristatus", este un cuvânt latin care se referă la creasta joasă de spini de pe spatele animalului.
Genul Amblyrhynchus este monotipic, adică include o singură specie, Amblyrhynchus cristatus.

### Evoluție

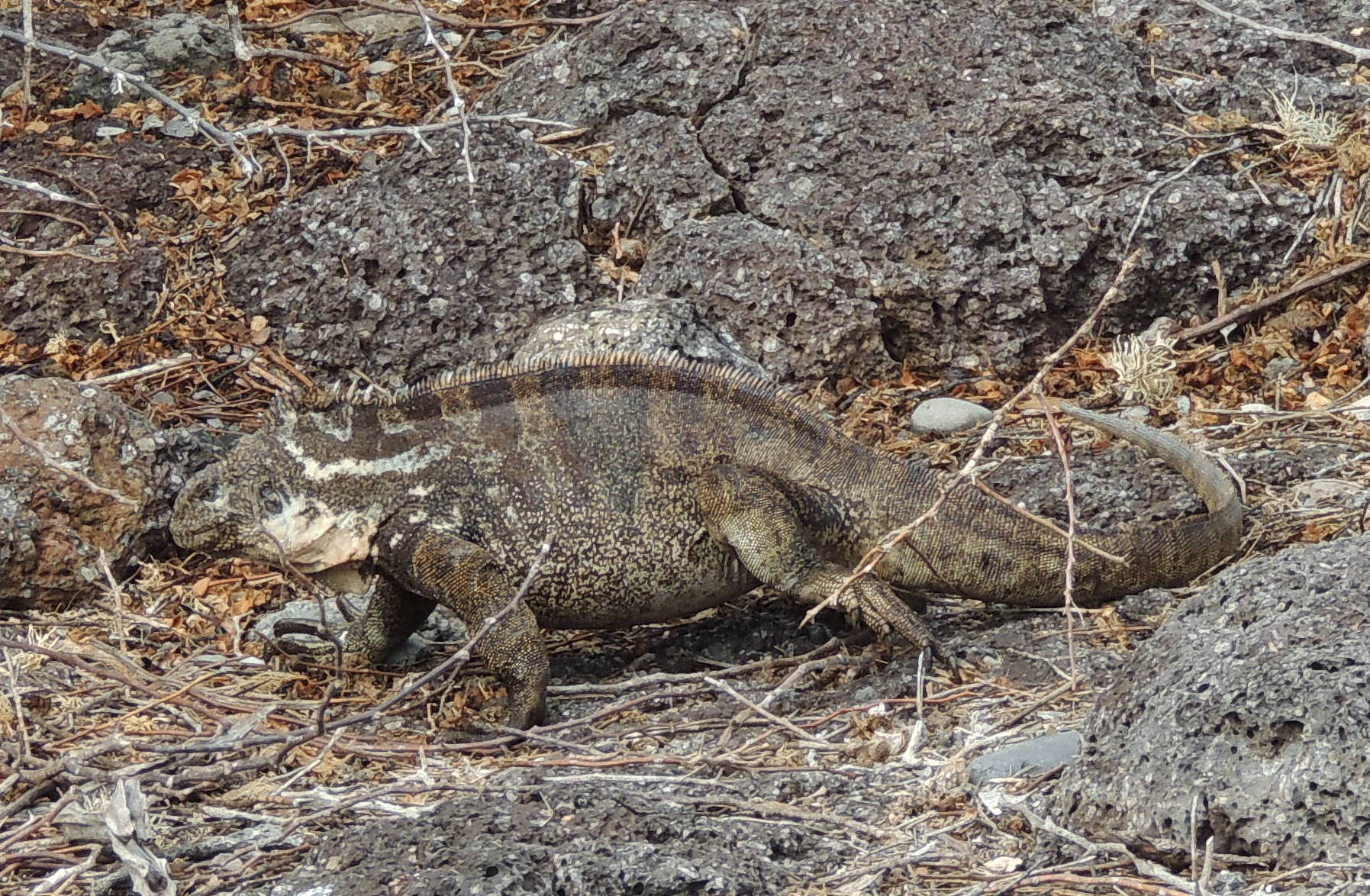
O iguană hibridă, rezultat al încrucișării dintre o iguană marină și o iguană terestră din Galápagos

Cercetătorii cred că iguanele terestre și iguanele marine au evoluat dintr-un strămoș comun și au ajuns pe insulele Galápagos din America Centrală sau de Sud, probabil cu ajutorul plutei. Aceste două specii formează o cladă, iar rudele cele mai apropiate ale iguanelor din Galápagos sunt iguanele Ctenosaura din Mexic și America Centrală.
Pe baza unui studiu care s-a bazat pe secvențe de ADN mitocondrial, se estimează că iguana marină a evoluat din iguana terestră cu aproximativ 8-10 milioane de ani în urmă, ceea ce este mai vechi decât oricare dintre insulele Galápagos existente. Prin urmare, se credea că specia ancestrală trăia în zonele arhipelagului vulcanic care sunt acum scufundate. Cu toate acestea, un studiu recent care a inclus atât ADN mitocondrial, cât și ADN nuclear, indică faptul că cele două specii s-au despărțit în urmă cu aproximativ 4,5 milioane de ani, ceea ce se apropie de vârsta celor mai vechi insule Galápagos existente, cum ar fi Española și San Cristóbal. Aceste descoperiri sugerează că iguanele marine au evoluat pe insulele Galápagos care existau deja în acel moment, și nu într-un alt loc.
Iguana marină și iguana terestră din Galápagos rămân reciproc fertile, în ciuda faptului că sunt separate de milioane de ani și aparțin unor genuri distincte. În zonele unde arealele lor de răspândire se suprapun, aceste două specii pot să se hibridizeze, rezultând așa-numita iguană hibridă. Acest lucru este foarte rar și a fost documentat doar de câteva ori pe South Plaza, o insulă mică unde teritoriile reptilelor de obicei separate, se suprapun. Hibrizii rezultați din această încrucișare au trăsături intermediare stau pe uscat și sunt infertili.  Populațiile de iguane marine sunt împărțite în trei clade principale: insulele vestice, insulele nord-estice și insulele sud-estice. Fiecare subclasă corespunde în general iguanelor marine de pe una sau două insule primare, cu excepția insulei San Cristóbal, unde există două subclade (una nord-estică și una sud-vestică).  Uneori, iguanele marine ajung pe alte insule decât cea de origine, ceea ce poate duce la hibridizare între diferite populații de iguane marine. Cu toate acestea, acest lucru este destul de rar. Există o singură înregistrare confirmată a unei iguane marine în afara Insulelor Galápagos, în 2014, când un individ a fost observat pe Isla de la Plata, în apropierea coastei continentale ecuadoriene.

### Subspecii
Tradițional erau recunoscute șapte sau opt subspecii de iguane marine:
1. Amblyrhynchus cristatus albemarlensis Eibl-Eibesfeldt, 1962 - Insula Isabela
2. Amblyrhynchus cristatus ater Gray, 1831 (nu era întotdeauna recunoscută) - Insula Pinzón
3. Amblyrhynchus cristatus cristatus Bell, 1825 - Insula Fernandina
4. Amblyrhynchus cristatus hassi Eibl-Eibesfeldt, 1962 - Insula Santa Cruz
5. Amblyrhynchus cristatus mertensi Eibl-Eibesfeldt, 1962 - Insulele San Cristóbal și Santiago
6. Amblyrhynchus cristatus nanus Garman, 1892 - Insula Genovesa
7. Amblyrhynchus cristatus sielmanni Eibl-Eibesfeldt, 1962 - Insula Pinta
8. Amblyrhynchus cristatus venustissimus Eibl-Eibesfeldt, 1956 - Insula Española și mica insulă Gardener adiacentă

În 2017, prima revizuire taxonomică cuprinzătoare a speciei în peste 50 de ani a ajuns la un alt rezultat bazat pe dovezi morfologice și genetice, inclusiv recunoașterea a cinci subspecii noi. Trei dintre acestea sunt populații de insule mici care nu au fost atribuite anterior niciunei subspecii. Cele unsprezece subspecii recunoscute în revizuirea din 2017 sunt:
1. Amblyrhynchus cristatus cristatus Bell, 1825 - Insula Isabela și Insula Fernandina
2. Amblyrhynchus cristatus godzilla Miralles et al., 2017 - partea de nord-est a Insulei San Cristóbal
3. Amblyrhynchus cristatus hassi Eibl-Eibesfeldt, 1962 - Insula Santa Cruz și insulele adiacente mai mici, cum ar fi insula Baltra
4. Amblyrhynchus cristatus hayampi Miralles et al., 2017 - Insula Marchena
5. Amblyrhynchus cristatus jeffreysi Miralles et al., 2017 - Wolf Island, Darwin Island și Roca Redonda
6. Amblyrhynchus cristatus mertensi Eibl-Eibesfeldt, 1962 - partea de sud-vest a Insulei San Cristóbal
7. Amblyrhynchus cristatus nanus Garman, 1892 - Insula Genovesa
8. Amblyrhynchus cristatus sielmanni Eibl-Eibesfeldt, 1962 - Insula Pinta
9. Amblyrhynchus cristatus trillmichi Miralles et al., 2017 - Insula Santa Fé
10. Amblyrhynchus cristatus venustissimus Eibl-Eibesfeldt, 1956 - Insula Española și insula Floreana
11. Amblyrhynchus cristatus wikelskii Miralles et al., 2017 - Insula Santiago și insulele adiacente mai mici, cum ar fi insula Rábida

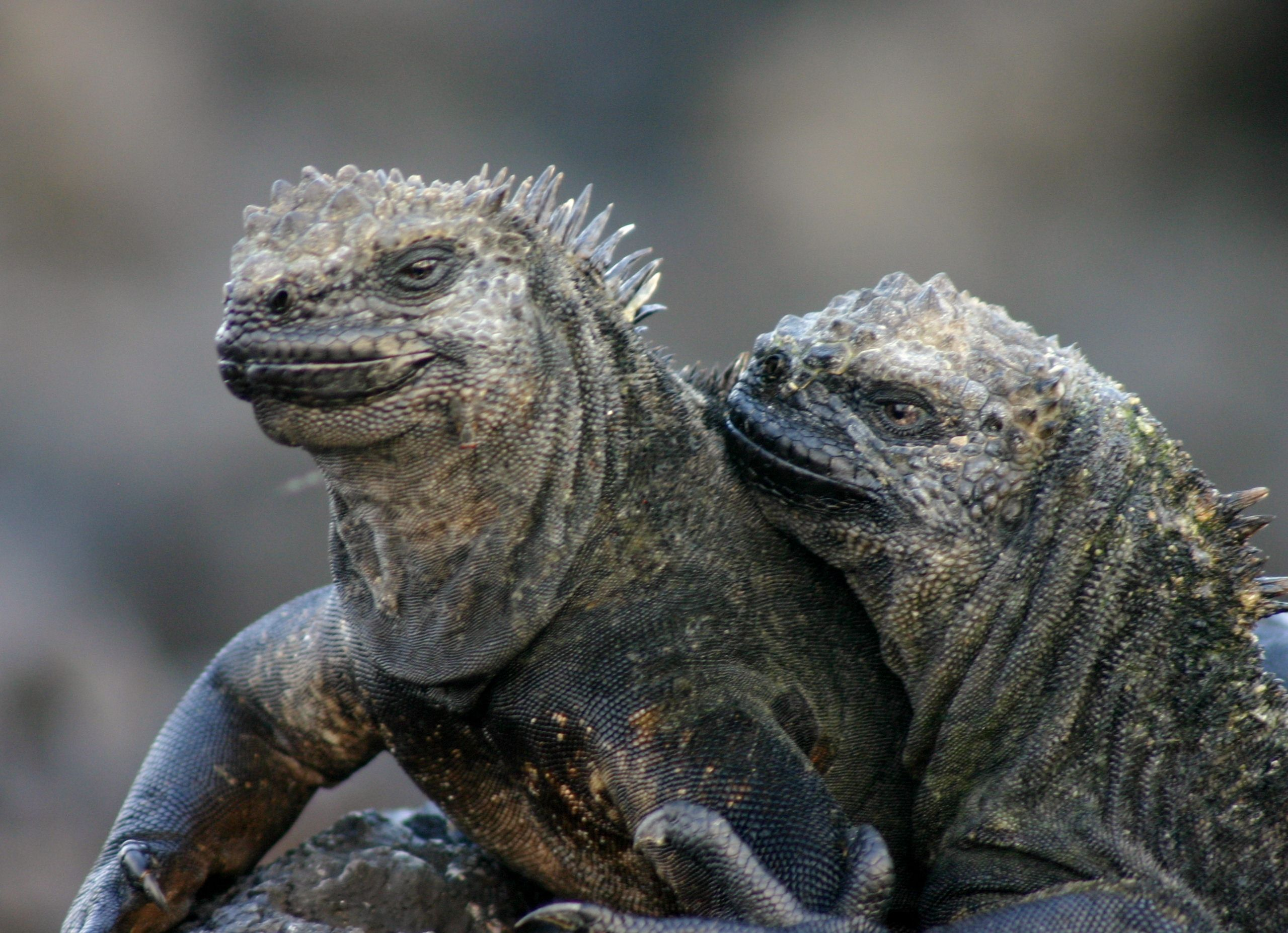
A. c. albemarlensis pe insula Isabela
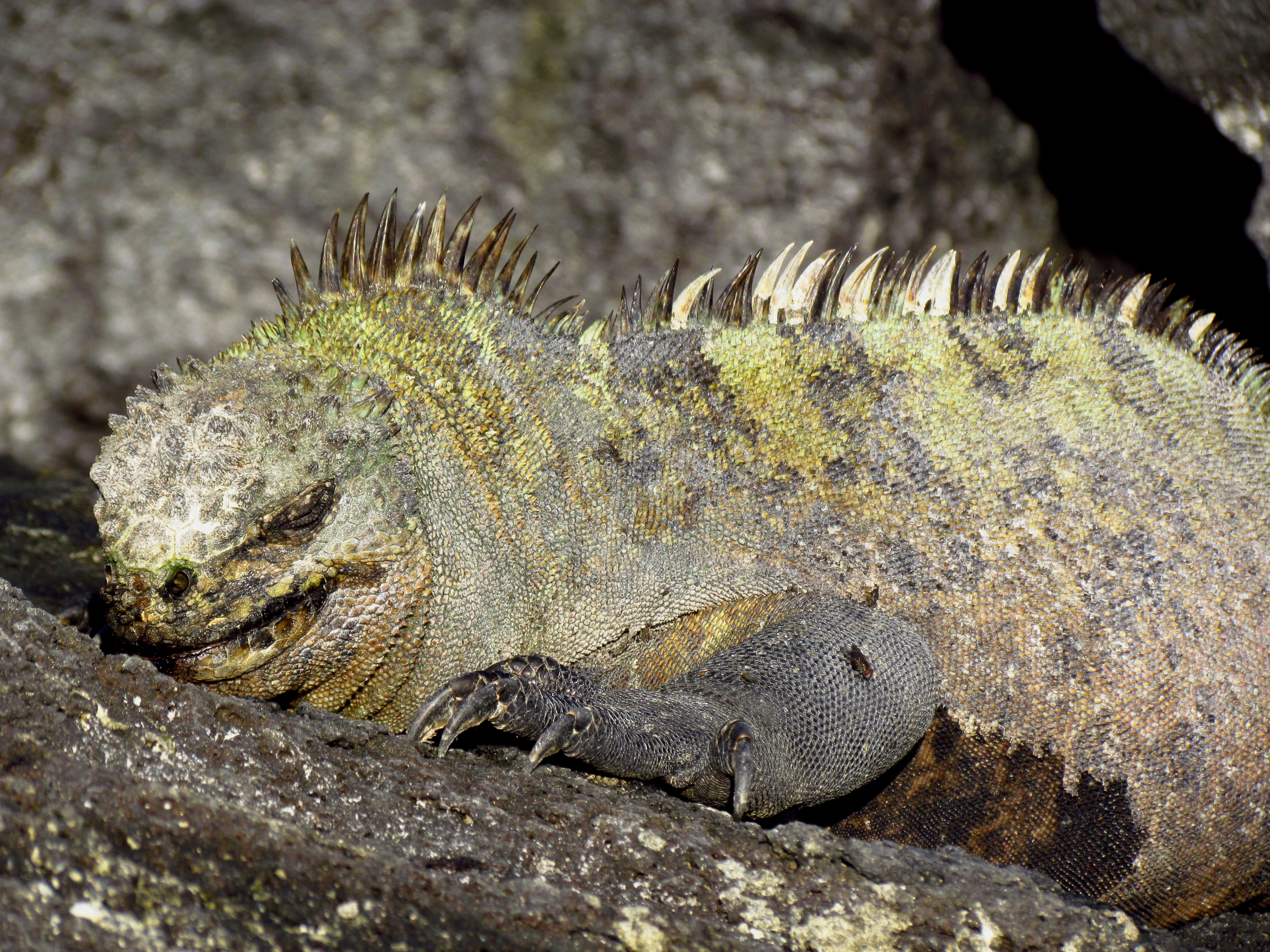
A. c. cristatus pe insula Fernandina
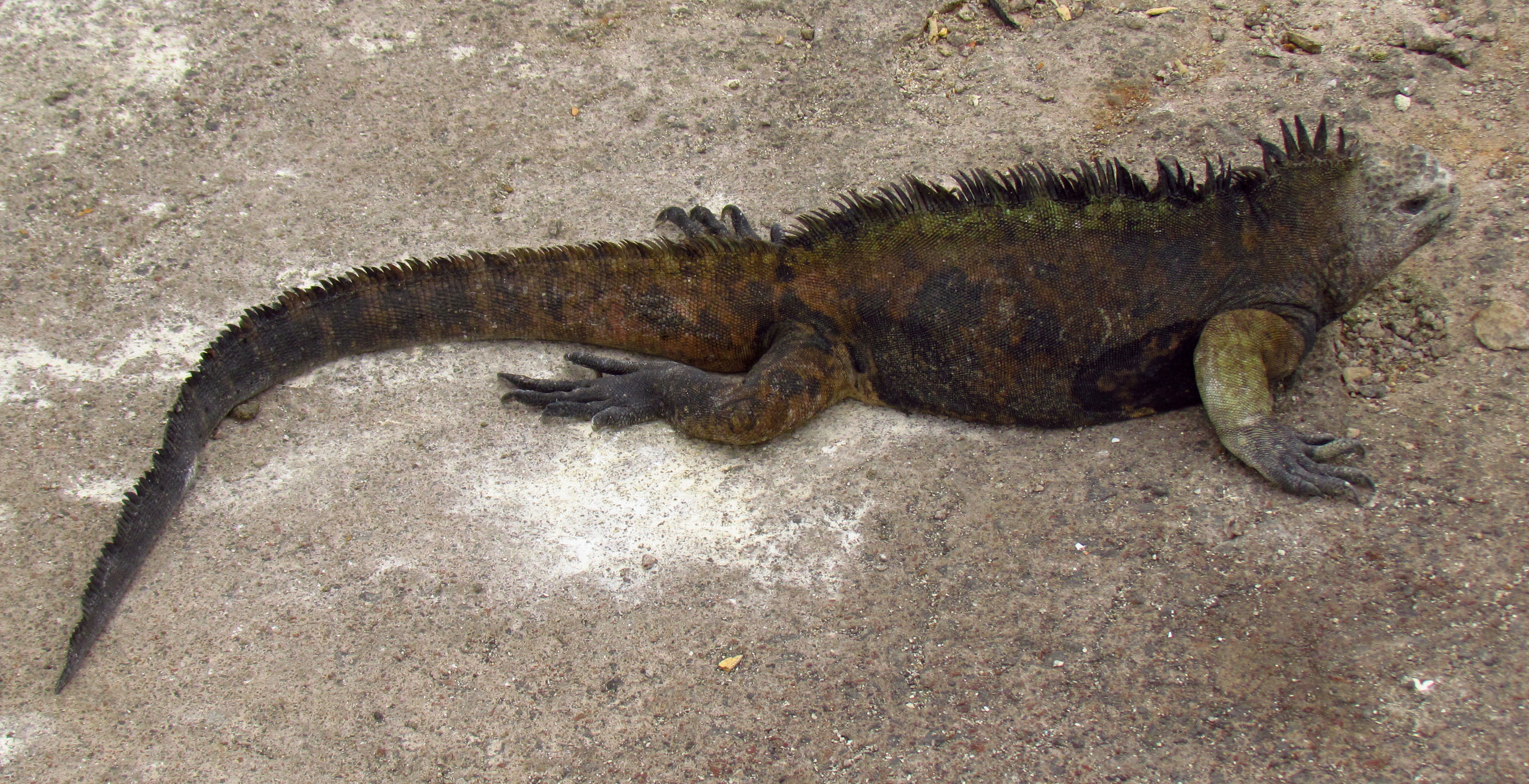
A. c. hassi pe insula Santa Cruz
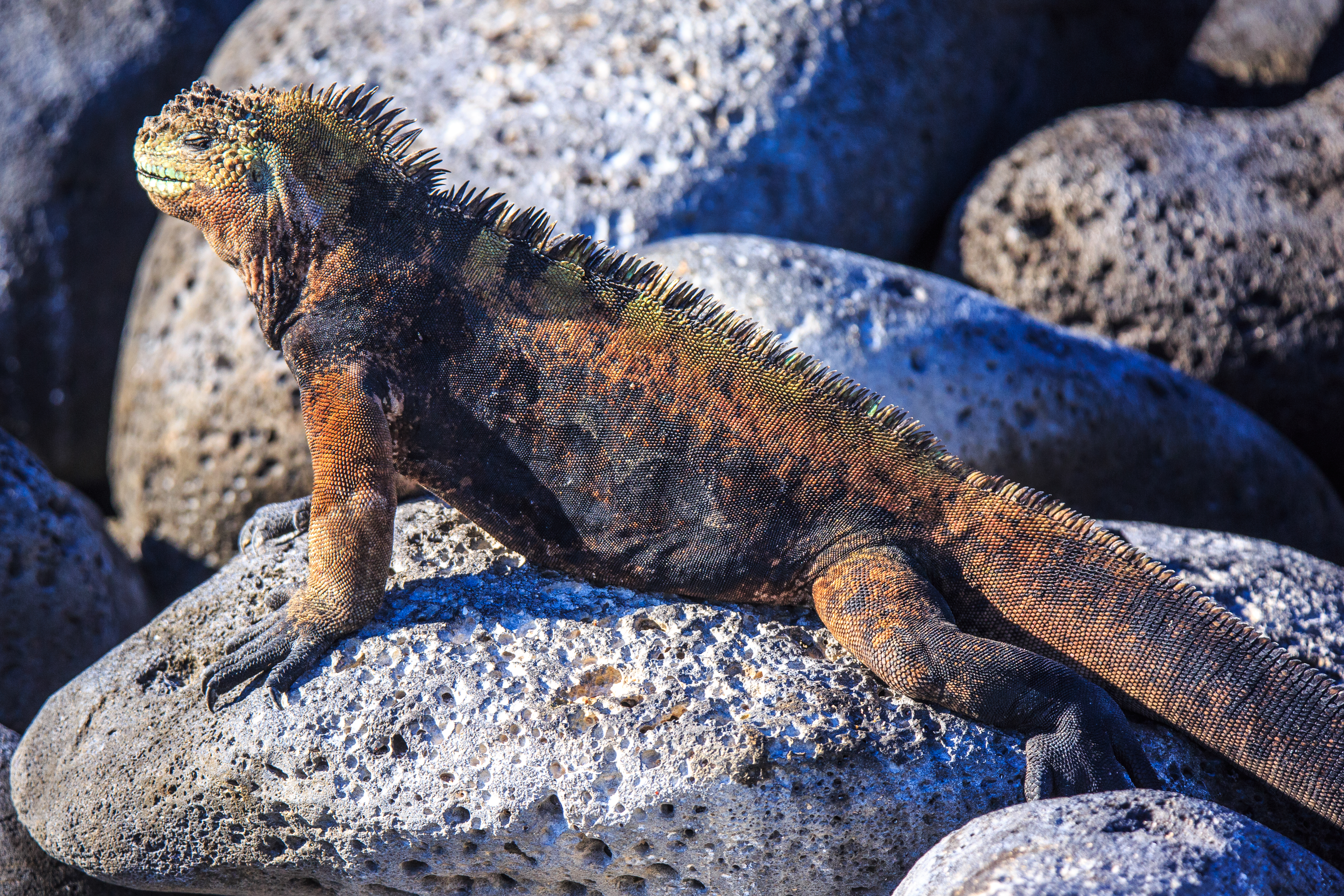
A. c. mertensi pe insula San Cristóbal
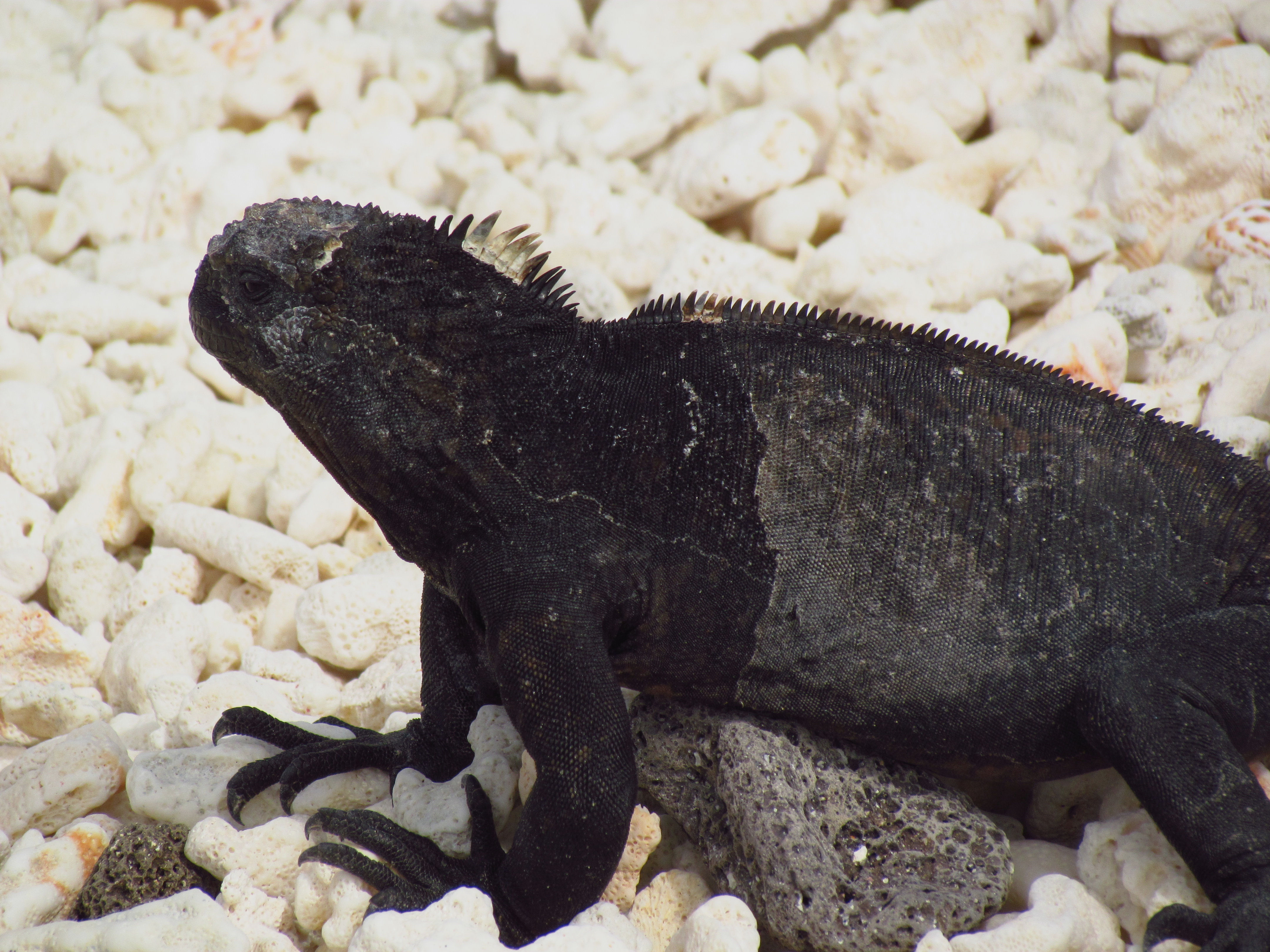
A. c. nanus pe insula Genovesa
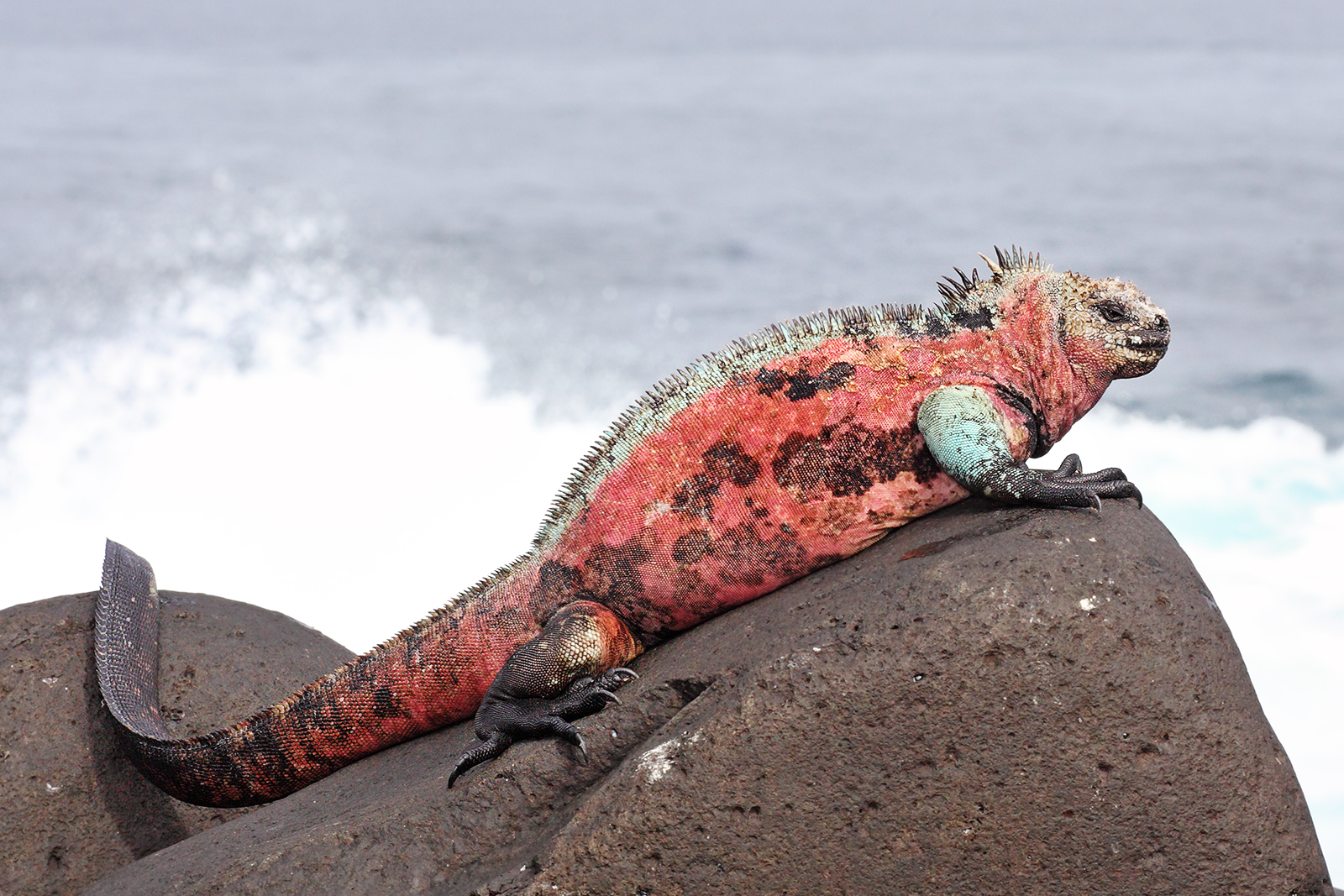
A. c. venustissimus pe insula Española
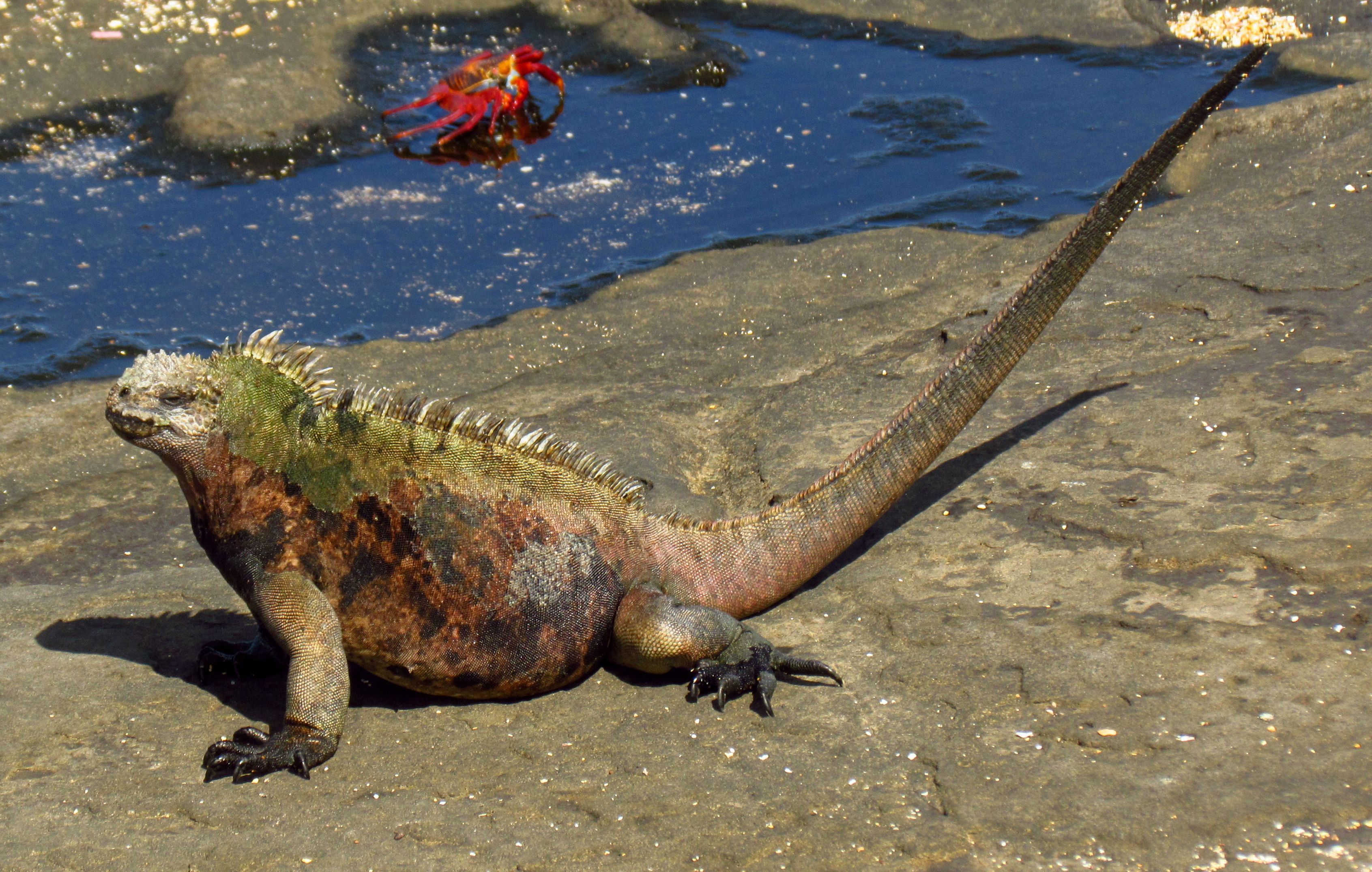
A. c. wikelskii pe insula Santiago

## Descriere
În secolul al XVIII-lea, primii exploratori care au ajuns pe Insulele Galápagos au avut o primă impresie negativă despre iguanele marine, considerându-le urâte și dezgustătoare. Într-un jurnal din 1798, căpitanul James Colnett de la Marina Regală Britanică a descris aceste creaturi ca fiind mici și de un negru funinginos, ceea ce accentua urâțenia lor naturală. Aspectul lor era atât de dezgustător încât nimeni de la bordul navei nu a vrut să le consume ca hrană, conform relatării căpitanului.
În timpul vizitei sale pe Insulele Galápagos în 1835, Charles Darwin a făcut observații amănunțite asupra animalelor, însă a rămas dezgustat de aspectul iguanelor marine, numindu-le "spiridușii întunericului". El a descris aceste creaturi ca fiind șopârle mari, cu o lungime de 2-3 picioare (aproximativ 0,6-0,9 metri), stângace și dezgustătoare. Ele se târau pe rocile negre de lavă de pe plajă, fiind la fel de negre ca și rocile pe care se deplasau și din care își căutau hrana în mare.
Iguanele marine sunt animale cu un corp gros și membre relativ scurte și robuste. Acestea au un rând de spini care se întind de la ceafă, de-a lungul spatelui până la coadă. Masculii au spini mai lungi decât femelele și prezintă plăci osoase mai mari pe partea superioară a capului. Este important de menționat că există unele diferențe între spini în funcție de insulă, iar aceștia sunt mai dezvoltați în cazul subspeciei cristatus, care se găsește pe insula Fernandina. Solzii de pe partea superioară a capului iguanei marine sunt conici și ascuțiți, iar acest aspect poate fi observat și la iguanele terestre din Galápagos (genul Conolophus), dar într-o formă mai puțin extremă. În general, scheletul iguanei marine prezintă multe asemănări cu cel al iguanei chuckwallas (genul Sauromalus), dar aceasta este un exemplu de omoplastie, deoarece cele două specii nu sunt strâns înrudite.
Iguanele marine nu sunt întotdeauna negre. Puii au o bandă dorsală mai deschisă la culoare, iar unele exemplare adulte sunt gri. Nuanțele închise ale culorii pielii permit iguanelor să absoarbă rapid căldura pentru a minimiza perioada de letargie după ce ies din apă. Deși iguana marină nu este agilă pe uscat, aceasta este o bună înotătoare. Coada sa aplatizată lateral asigură propulsia, iar șirul de spini de-a lungul spatelui îi asigură stabilitatea în timpul înotului. Ghearele lungi și ascuțite îi permit să se țină de stânci în curenții puternici.
Masculii adulți își schimbă culoarea în funcție de anotimp, devenind mai strălucitori în perioada de reproducere. De asemenea, există diferențe majore în ceea ce privește culoarea masculilor adulți, în funcție de subspecie. Masculii din insulele sudice relativ mici Española, Floreana și Santa Fé sunt cei mai colorați, cu marcaje strălucitoare de culoare roșu-roz și turcoaz. În comparație, cele din insulele nordice relativ mici Genovesa, Marchena, Pinta, Wolf și Darwin sunt aproape toate negricioase, fără marcaje contrastante. Există și alte subspecii care prezintă culori mai terne sau sunt negricioase cu marcaje de culoare gălbuie palidă, ocru, verzuie sau gri. Se bănuiește că dieta exactă cu alge a fiecărei populații joacă un rol în culoarea lor.

### Dimesiuni
În mod obișnuit, iguanele marine au o lungime de corp cuprinsă între 12 și 56 cm și o lungime a cozii cuprinsă între 17 și 84 cm. Este important de menționat că există mari diferențe geografice, deoarece iguanele din insulele mari tind să crească relativ mari la vârsta adultă, în timp ce cele din insulele mici au dimensiuni mai mici. Cele mai mari iguane marine sunt cele din vestul insulei San Cristóbal, urmate de cele din Isabela, Floreana, estul San Cristóbal, Fernandina și Santa Cruz. Cele mai mici, sunt cele din Genovesa, dar acest studiu nu a inclus iguane marine din Insulele Wolf și Darwin. Restul populațiilor insulare erau de dimensiuni intermediare.
Greutatea maximă a masculilor adulți variază de la 12 kg în sudul insulei Isabela la 1 kg în Genovesa. Această diferență de mărime corporală a iguanelor marine între insule se datorează cantității de hrană disponibilă, care depinde de temperatura mării și de creșterea algelor. Iguanele marine sunt dimorfice din punct de vedere sexual, masculii adulți fiind în medie semnificativ mai lungi și cântărind aproximativ de două ori mai mult decât femelele adulte. În plus, masculii au capul mai lat și tuberculi mai mari decât femelele. Cu toate acestea, cele mai mari femele sunt doar cu aproximativ 20-40% mai scurte decât cei mai mari masculi.

## Comportamentul

### Reproducerea și ciclul de viață
Femelele de iguană marină devin mature sexual la vârsta de 3-5 ani, în timp ce masculii ating maturitatea sexuală la vârsta de 6-8 ani. Primul semn al maturității sexuale este reprezentat de un declin abrupt al ritmului de creștere osoasă. Iguanele marine pot trăi până la 60 de ani, însă, în medie, durata vieții lor este de 12 ani sau mai puțin.
Perioada de reproducere a iguanei marine începe în ultima parte a sezonului rece și uscat. Împerecherea are loc între luna decembrie și luna martie, iar cuibăritul are loc între luna ianuarie și luna aprilie. Momentul exact al reproducției poate varia în funcție de locație, de creșterea algelor și de curenții de ocean bogati in nutrienti, denumiti Cromwell. Pe insulele Fernandina, Isabela, Santa Fé și Genovesa, această perioada poate să apară mai devreme, în timp ce pe insula Española poate să apară mai târziu. O iguană marină adultă, fie mascul sau femelă, se reproduce în mod normal o dată la doi ani, însă dacă hrana este în cantități suficiente, o femelă se poate reproduce în fiecare an.
Iguanele marine trăiesc în colonii pe coastă, care pot varia de la 20 la 500 de indivizi, dar în unele cazuri pot ajunge și la peste 1000. Deși corpul lor se atinge adesea, nu există interacțiuni sociale complexe, cum ar fi cele observate în rândul mamiferelor sau păsărilor. Masculii mari își apără teritoriile timp de până la trei luni în timpul sezonului de reproducere, perioadă în care pot intra în conflicte cu alți masculi. Un teritoriu poate acoperi o suprafață de aproape 40 m2, dar de obicei are mai puțin de jumătate din această dimensiune, uneori fiind de doar 1 m2.
Femelele sunt selective în alegerea partenerului de împerechere, preferând în mod obișnuit masculii mai mari. Dimensiunea corpului masculilor este un factor crucial, deoarece aceasta este asociată cu o performanță reproductivă mai mare și cu o supraviețuire crescută a puilor de la femelele mai mari. Alt factor care influențează alegerea femelelor este și calitatea teritoriului masculilor. Femelele preferă teritoriile masculilor care sunt apropiate de locurile lor de odihnă, selectându-le în funcție de proximitatea față de mare, accesul la umbră, temperatura scăzută la amiază și posibilitatea de a face plajă după-amiaza. Masculii de talie medie încearcă să se împerecheze prin forță, iar masculii mici prin furtișag și forță, dar au o rată scăzută de succes la împerechere în comparație cu masculii mari care mențin un teritoriu.
La aproximativ o lună de la copulație, femela de iguană marină depune între unul și șase ouă, de obicei două sau trei, care cântăresc între 80 și 120 de grame și măsoară aproximativ 9 cm × 4,5 cm. Locurile de cuibărit pot fi situate până la 2 km în interiorul uscatului, dar de obicei sunt mult mai aproape de coastă și trebuie să fie deasupra nivelului ridicat al apei de maree. Femela sapă cuibul în nisip sau cenușă vulcanică, cu o adâncime de 30–80 cm, iar pe insulele unde solul este relativ dur și există puține locuri potrivite, femela păzește cuibul pentru a preveni dezgroparea ouălor de către alte femele cuibăritoare. Ouăle eclozează după aproximativ trei-patru luni, iar puii eclozați au o lungime de 9,5–13 cm și cântăresc între 40 și 70 de grame.

### Alimentație

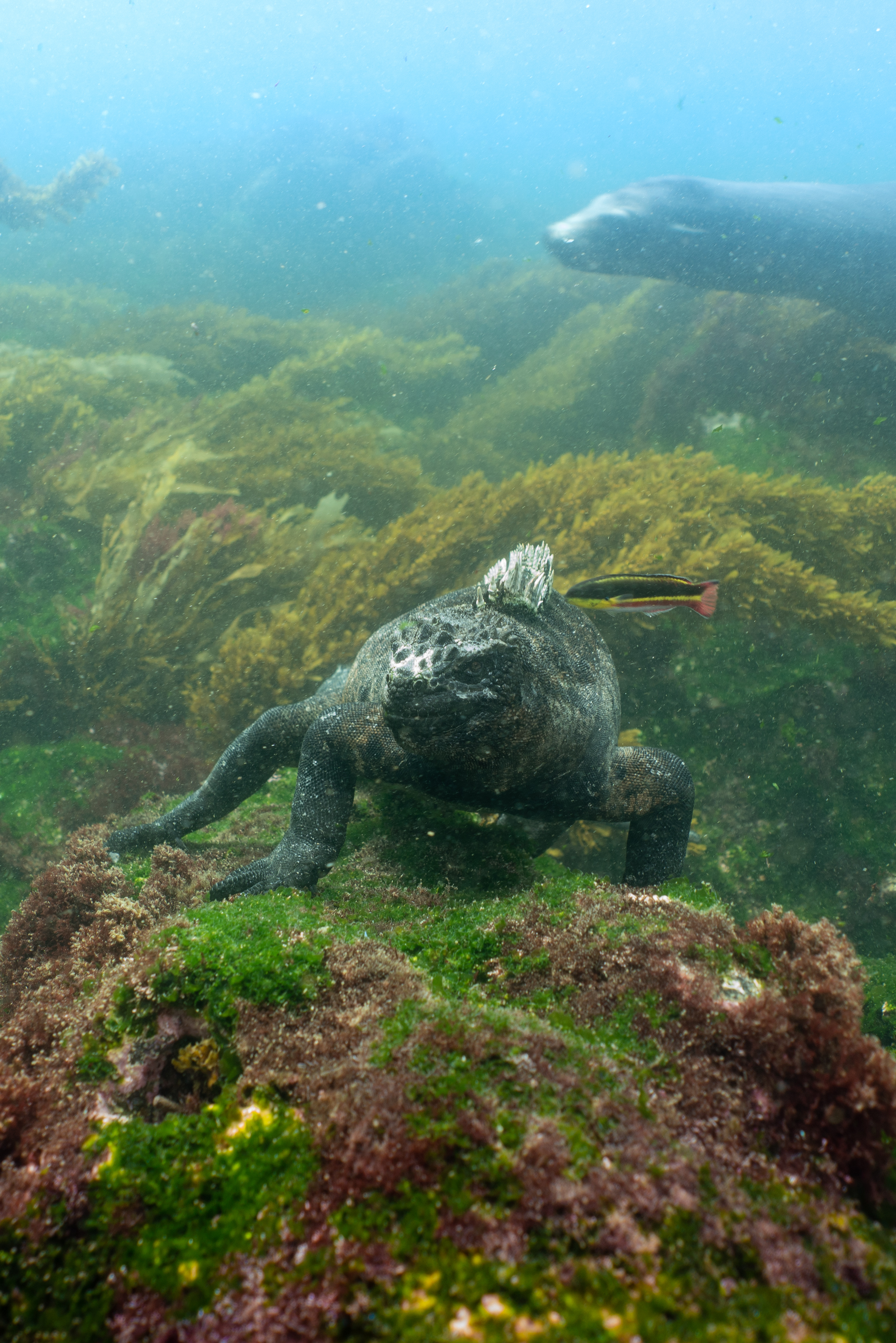
În timp ce se hrănesc sub apă, iguanele marine sunt uneori curățate de pești, cum se întâmplă în cazul acestui peștișor curcubeu Cortez. Această iguană se află pe o stâncă acoperită de alge verzi și roșii, iar în spatele ei se află algele brune, de obicei evitate.

Iguana marină se hrănește aproape exclusiv cu alge roșii și verzi consumând cel puțin 10 genuri în mod regulat, printre care se numără algele roșii Centroceras, Gelidium, Grateloupia, Hypnea, Polysiphonia și Pterocladiella. În timpul mareelor joase de primăvară, iguanele marine evită de obicei algele roșii și consumă mai mult algele verzi Ulva lobata, deoarece acestea sunt mai ușor de găsit. În dieta lor, au fost înregistrate și alge brune din când în când, dar acestea nu pot fi digerate cu ușurință și iguanele pot muri de foame dacă sunt singurul tip de hrană disponibil. O iguană marină de 1 kg consumă în mod obișnuit aproximativ 8,6 g de alge uscate sau 37,4 g de alge proaspete pe zi. La Punta Espinoza, în nord-estul Insulei Fernandina, cele aproape 1.900 de iguane marine mănâncă aproximativ 27-29 tone de alge proaspete pe an. În plus, iguanele marine se pot hrăni cu crustacee, insecte și, în rare ocazii, cu excremente de leu de mare și cu organe postnatale. Populația de iguane marine de pe insula North Seymour își completează dieta cu plante terestre, în special Batis maritima sau alte plante suculente de coastă, cum ar fi Sesuvium portulacastrum. Cu toate acestea, intestinul posterior al iguanelor marine este special adaptat la hrănirea cu alge, limitând probabil posibilitatea de a trece în mod eficient la alte tipuri de plante. Algele sunt digerate cu ajutorul bacteriilor endosimbiotice din intestinul lor.
Iguanele marine pot scufunda până la 30m și pot petrece până la o oră sub apă. În general, majoritatea scufundărilor au o durată mult mai scurtă și sunt mai puțin adânci de 5m. Indivizii care se hrănesc în apropierea țărmului petrec de obicei doar aproximativ 3 minute sub apă. Doar 5% dintre iguanele marine se scufundă pentru a căuta alge în larg, și acești indivizi sunt de obicei masculii de talie mare. Iguanele marine sunt înotători lenți, cu o viteză medie de doar 0,45 metri pe secundă. Cea mai mare viteză înregistrată este doar de aproximativ două ori mai mare decât această cifră, iar aceasta poate fi susținută, de obicei, doar în rafale care durează mai puțin de un minut.  În timpul vremii nefavorabile cu valuri mari, iguanele marine nu se hrănesc, uneori mai mult de o săptămână. Masculii mari adesea nu se hrănesc timp de mai multe săptămâni atunci când își mențin un teritoriu de reproducere, ceea ce poate duce la pierderea de până la aproximativ un sfert din greutate. În captivitate, iguanele marine au rămas puternice și active chiar și după ce au ținut post timp de 100 de zile. Fiind o reptilă marină, iguana consumă o cantitate mare de sare. Sarea este filtrată din sângele lor și apoi excretată de glandele exocrine craniene specializate de la nări, expulzate din corp printr-un proces asemănător cu strănutul. Craniul iguanei marine are o cavitate nazală neobișnuit de mare în comparație cu alte iguane, necesară pentru a găzdui glandele mari de sare. Capul poate părea alb din cauza sării încrustate.

### Termoreglarea
Iguana marină trăiește în apele relativ reci din jurul Insulelor Galapagos, care e de obicei între 11 și 23 °C la suprafața. Temperatura corpului lor este cuprinsă între 35 și 39 °C, și scade pe parcursul unei călătorii de hrănire în mare, uneori cu până la 10 °C. Deoarece este un animal ectotermic, iguana de mare nu poate petrece mult timp în apă rece și se scufundă în apă doar pentru a căuta alge. Călătoria de căutare a hranei a iguanei marine este direct legată de temperatura apei, cu cât apa este mai rece, cu atât călătoria de căutare a hranei este mai scurtă. După aceea, reptila se scaldă la soare pentru a se încălzi. Când se află în apă și temperatura lor este în scădere, circulația sângelui este redusă din cauza unui ritm cardiac scăzut de aproximativ 30 de bătăi pe minut, ceea ce le permite să își conserve mai bine căldura. Când se află pe uscat și se încălzesc, ritmul cardiac mai ridicat, de aproximativ 100 de bătăi pe minut, ajută la răspândirea căldurii în tot corpul. Pentru a-și conserva căldura în timpul nopții, adesea dorm strâns împreună în grupuri care pot număra până la 50 de indivizi, în timp ce alții dorm singuri sub plante sau în crăpături.

## Stare de conservare
Iguana marină are o arie de răspândire relativ mică și este considerată vulnerabilă de către IUCN. Majoritatea subpopulațiilor au același rating IUCN, dar cele din insulele San Cristóbal, Santiago și Genovesa sunt considerate în pericol. Populațiile lor sunt distribuite în mod disparat, iar coloniile se găsesc în general la mai puțin de 100 m de ocean, ceea ce le limitează în mod natural aria de răspândire. Pe unele țărmuri, iguanele marine pot fi foarte numeroase, cu densități de până la 8.000 pe kilometru.
Populația totală pentru întregul arhipelag este estimată la 200.000-300.000 de indivizi, dar acest număr este etichetat cu o mare incertitudine. Majoritatea subpopulațiilor nu au fost cercetate în detaliu, deoarece stilul lor de viață și habitatul lor fac dificilă cercetarea cu un nivel ridicat de precizie. Cea mai mare subpopulație - care include probabil aproximativ 2⁄5 din toate iguanele marine - trăiește pe Insula Fernandina, dar estimările variază foarte mult de la 15.000 la 120.000 de indivizi. Mărimea maximă a subpopulațiilor de pe insulele San Cristóbal, Darwin și Pinzon este estimată la 400, 800 și, respectiv, 900.
Fenomenul El Niño poate reduce drastic populația de iguane marine pe unele insule, cu până la 90%, deoarece reduc apa rece necesară pentru dezvoltarea algelor, principalul lor aliment. Cu toate acestea, recuperarea populației după El Niño este rapidă, iar populația este în general capabilă să se refacă în patru ani, chiar și atunci când este redusă cu 30-50%. Și prădătorii introduși, cum ar fi porcii, câinii, pisicile și șobolanii, reprezintă o problemă pentru iguanele marine, deoarece acestea nu au dezvoltat strategii eficiente împotriva prădătorilor introduși.  Deversările ocazionale de petrol din regiune reprezintă, de asemenea, o amenințare serioasă pentru iguanele marine, deoarece acestea se bazează pe bacteriile intestinale sensibile pentru a digera algele și pot suferi de înfometare din cauza pierderii bacteriilor intestinale sensibile în urma expunerii la petrol. Populația de iguane marine din insula Santa Fé a fost redusă cu aproape două treimi ca urmare a deversării de petrol MV Jessica din anul 2001.

### Protecția
Iguana marină este total protejată de legile Ecuadorului și este inclusă în Anexa II al CITES. Aproape toată zona sa de răspândire terestră se află în Parcul Național Galapagos, iar toată zona de răspândire maritimă se află în Rezervația Marină Galapagos. Există limite de viteză mai mici pe anumite drumuri de coastă pentru a reduce riscul reprezentat de mașini, în special pentru pui.

## Galerie

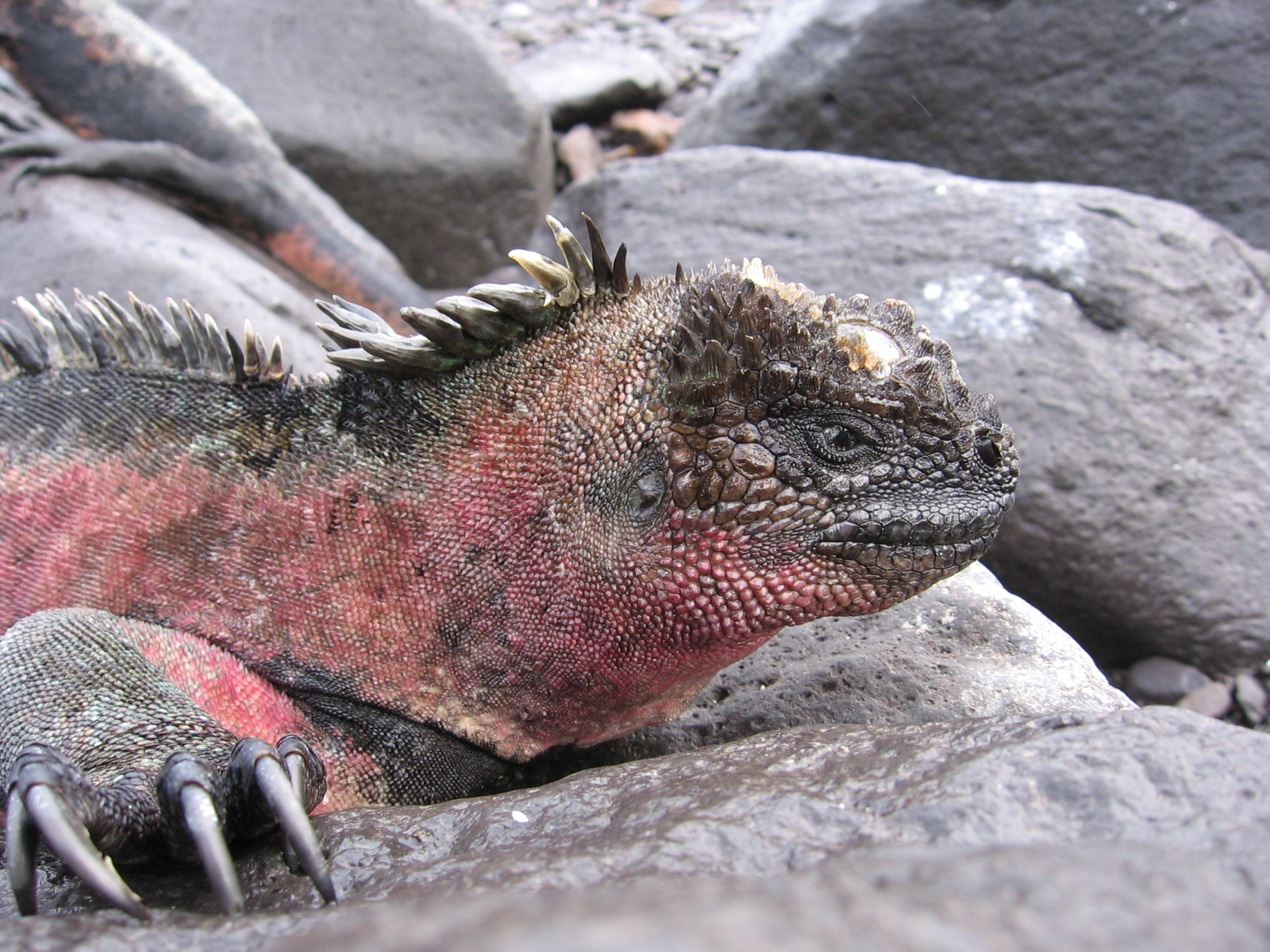
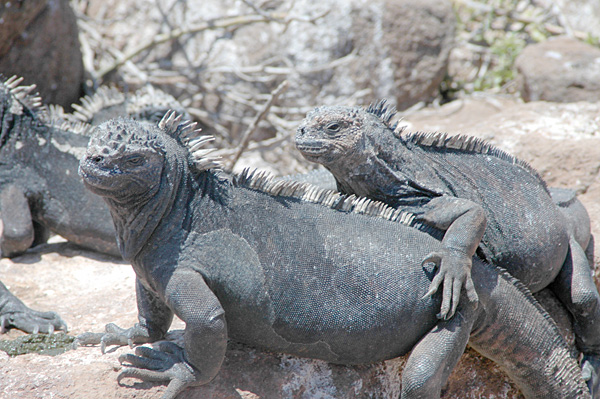
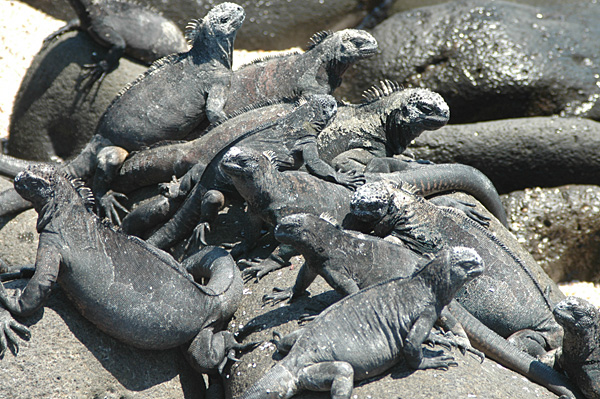
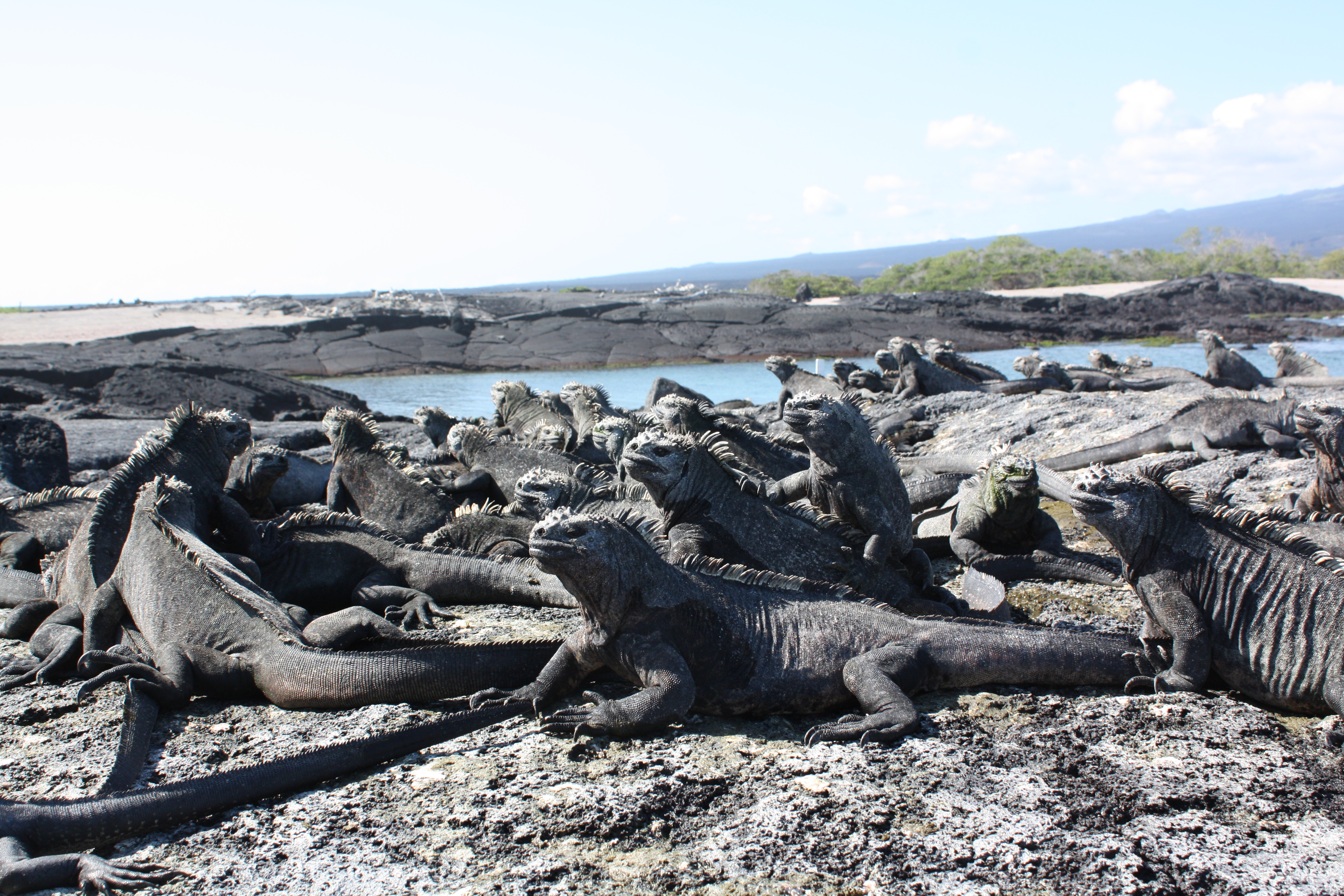
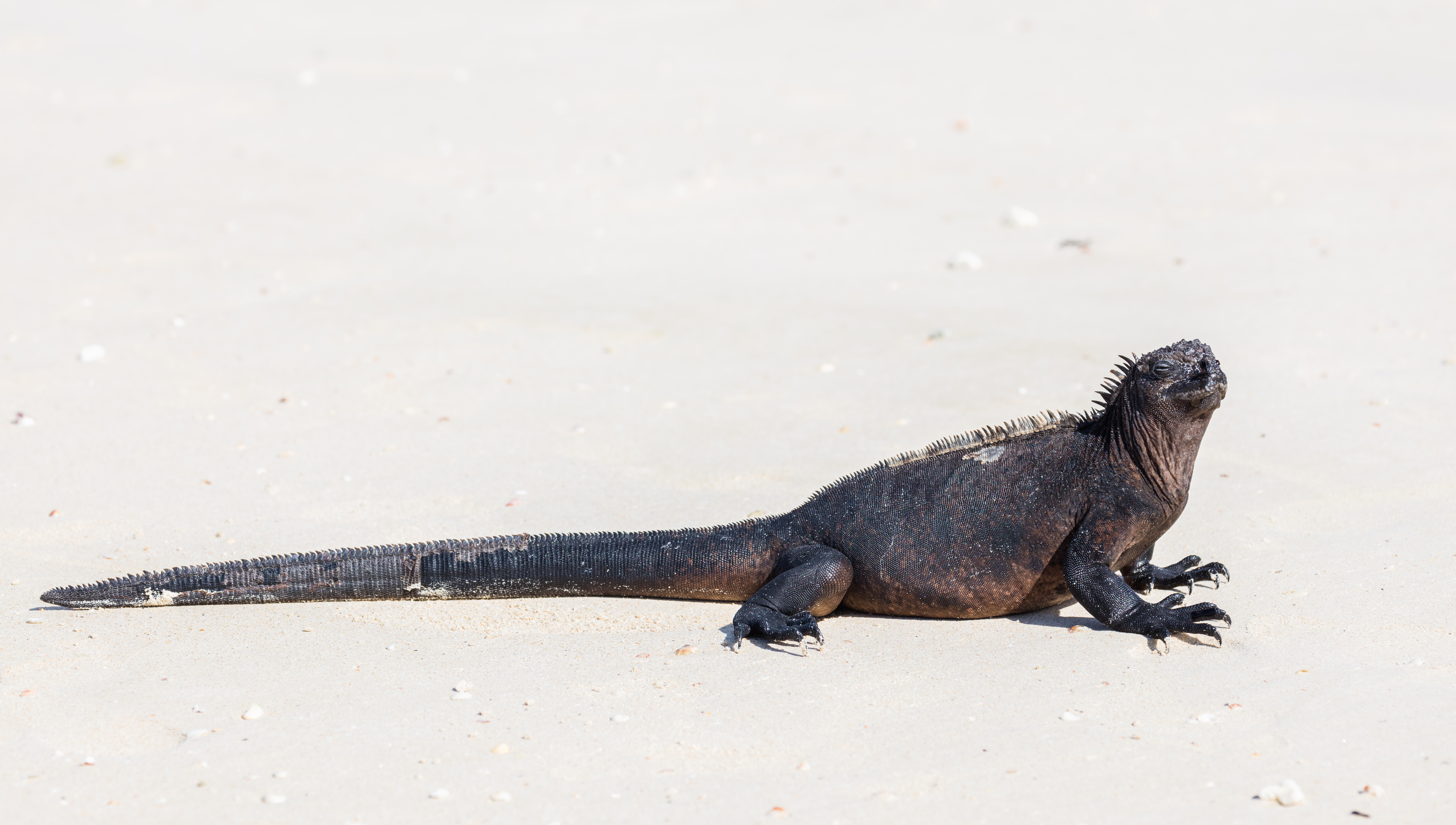
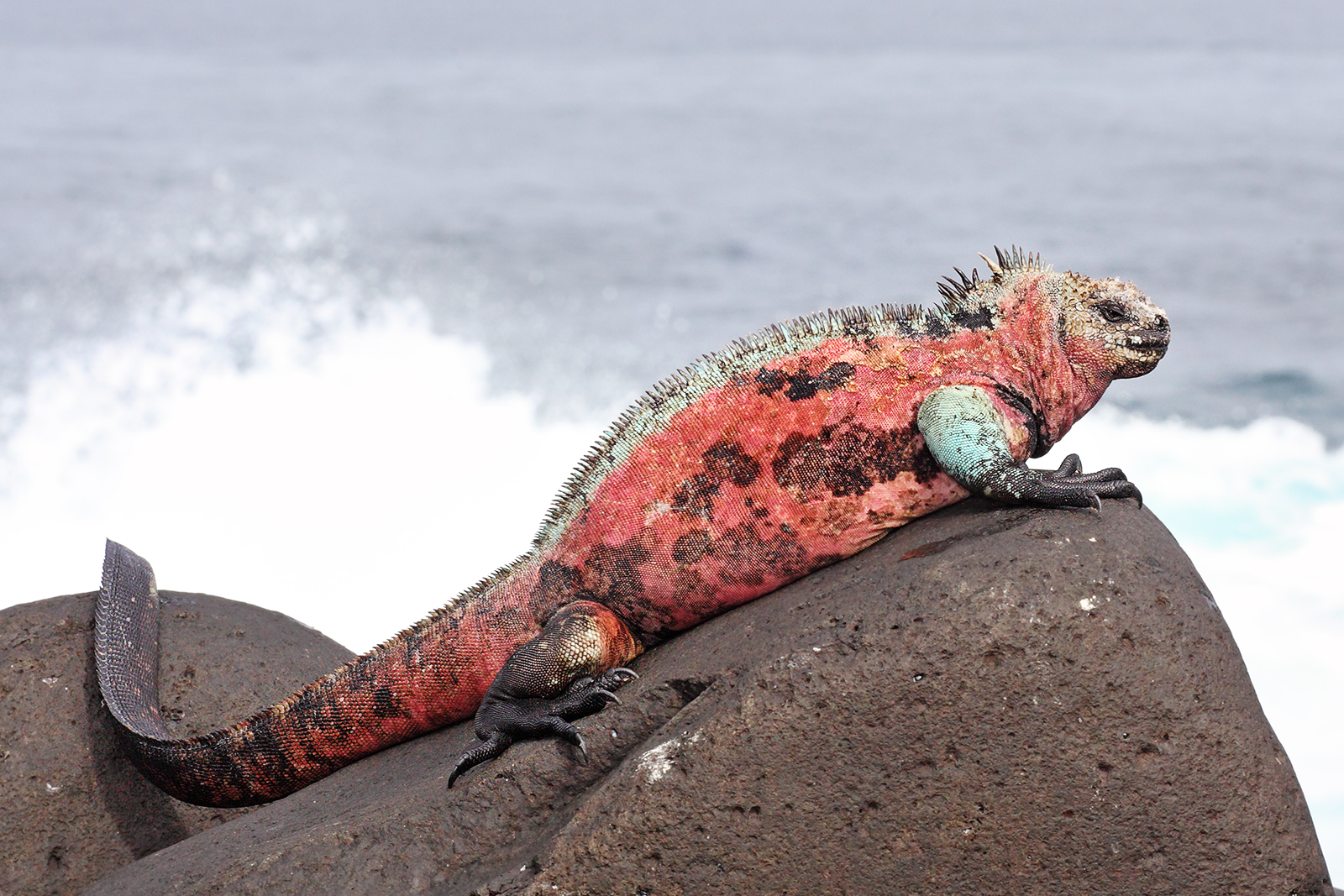
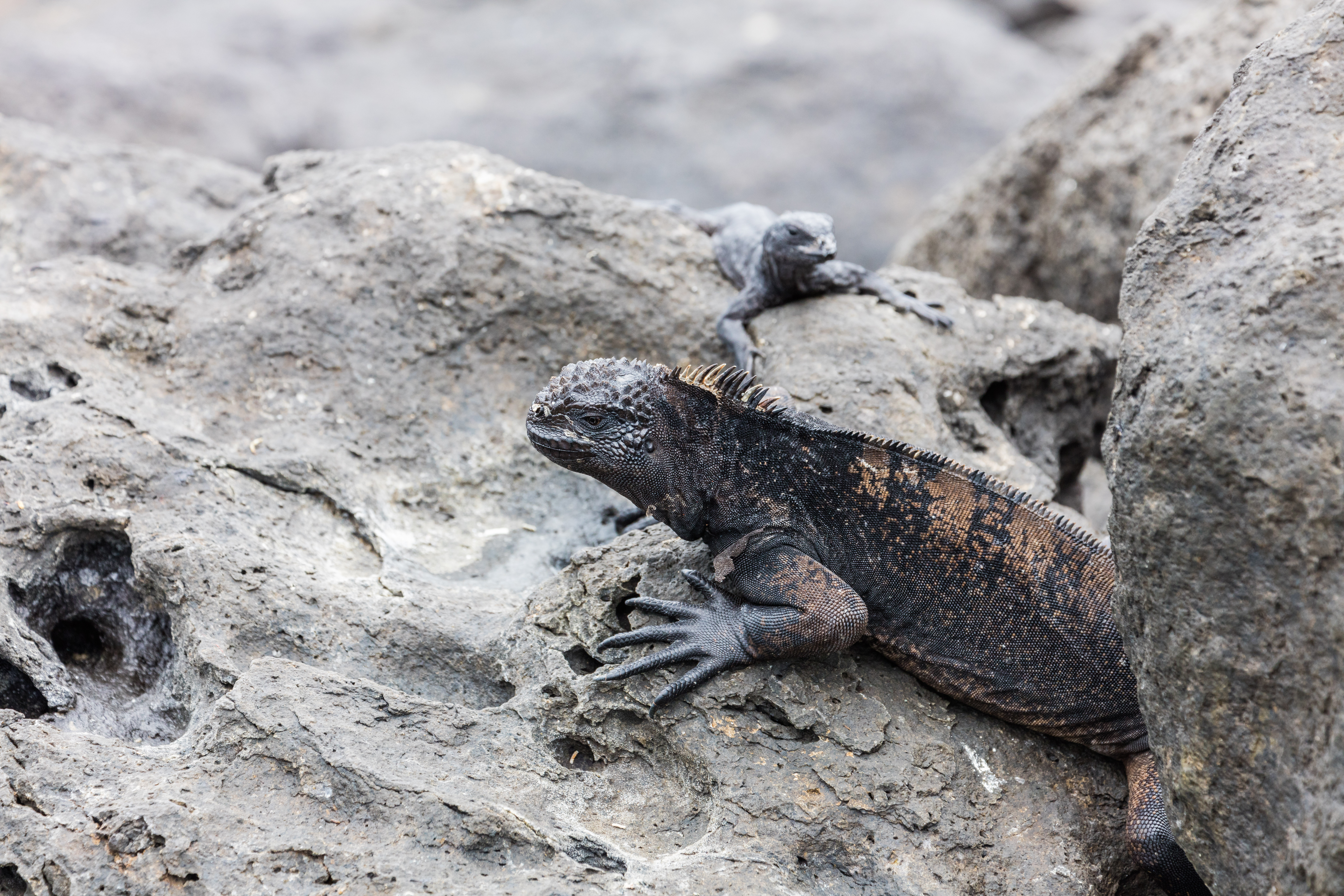